# Alex (orkaan, 2016)
Orkaan Alex was de eerste orkaan van het Atlantisch orkaanseizoen 2016. Het was de eerste orkaan in januari sinds Alice in 1955 en de eerste die zich in die maand vormde sinds 1938. Het systeem ontstond op 7 januari bij de Bahama's als frontale depressie en trok daarna aanvankelijk noordoost richting Bermuda. Van daar veranderde de richting naar het zuidoosten en diepte verder uit, waarbij de wind op 10 januari orkaankracht bereikte. Ten zuiden van de Azoren, zo'n 1000 kilometer ten westen van de Canarische Eilanden, vormde de depressie zich op 13 januari tot subtropische cycloon en trok op 14 januari noordwaarts over de Azoren, recht over Terceira. Dit was opmerkelijk omdat het buiten het officiële Atlantisch orkaanseizoen viel, dat loopt van 1 juni tot 30 november. Waar een zeewatertemperatuur van ten minste 27 graden Celsius wordt gezien als een goede voedingsbodem voor tropische cyclonen, ontwikkelde Alex zich bij een zeewatertemperatuur van 20 °C. Dit was mogelijk door een lage temperatuur boven in de troposfeer, wat een sterke atmosferische instabiliteit tot gevolg had. Met doorstaande winden van 140 km/u valt deze orkaan in de eerste categorie van de schaal van Saffir-Simpson.
De orkaan vormde zich daarna snel tot extra-tropische cycloon, waarbij de straal van maximale wind sterk toenam. Bij nadering van Groenland namen de winden op 17 januari weer toe tot orkaankracht. Boven de Labradorzee mengde het zich met een andere extra-tropische cycloon.